# Roger Wakimoto
Roger M. Wakimoto (né le 11 décembre 1953) est un météorologue spécialisé dans la recherche sur les phénomènes de la méso-échelle reliés aux orages violents et la météorologie radar. Il avait été directeur du Centre national de recherche atmosphérique (NCAR). Il fut ensuite nommé directeur adjoint de la Direction des géosciences (GEO) de la National Science Foundation (NSF) en novembre 2012,.

## Biographie
Roger Wakimoto a commencé ses études en météorologie à l'Université d'État de San José (SJSU) où il a reçu son baccalauréat (B.Sc). avec grande distinction en 1976. Il a ensuite obtenu un doctorat de l'Université de Chicago en 1981, sa thèse s'intitulant « Thunderstorm Gust Fronts from Project NIMROD Data » (Analyse des données sur les fronts de rafales dans le cadre de l'expérience NIMROD), sous la direction de Tetsuya Théodore Fujita. Il fut ensuite assistant de recherche au Département des sciences géophysiques de 1981 à 1983.
En 1983, Wakimoto était devenu professeur adjoint au Département des sciences atmosphériques de l'Université de Californie à Los Angeles (UCLA) où il était resté pendant 22 ans. Il fut promu professeur en 1993 et président département de 1996 à 2000. En 2005, il accepta un poste de directeur-adjoint du Earth Observing Laboratory (EOL) du Centre national de recherche atmosphérique (NCAR),. Il deviendrait le directeur de NCAR en 2010 et le resterait jusqu'en février 2013,.
Le départ de Wakimoto de NCAR est dû à l'offre de la National Science Foundation (NSF) pour y devenir directeur-adjoint de la Direction des géosciences (GEO),. Il y supervisait un budget de près de 1 milliard $US pour la recherche atmosphérique, océanique, polaire et des sciences de la Terre,. Le 1er juillet 2017, Roger Wakimoto fut nommé vice-chancelier de la recherche de l'UCLA,.

## Réalisations

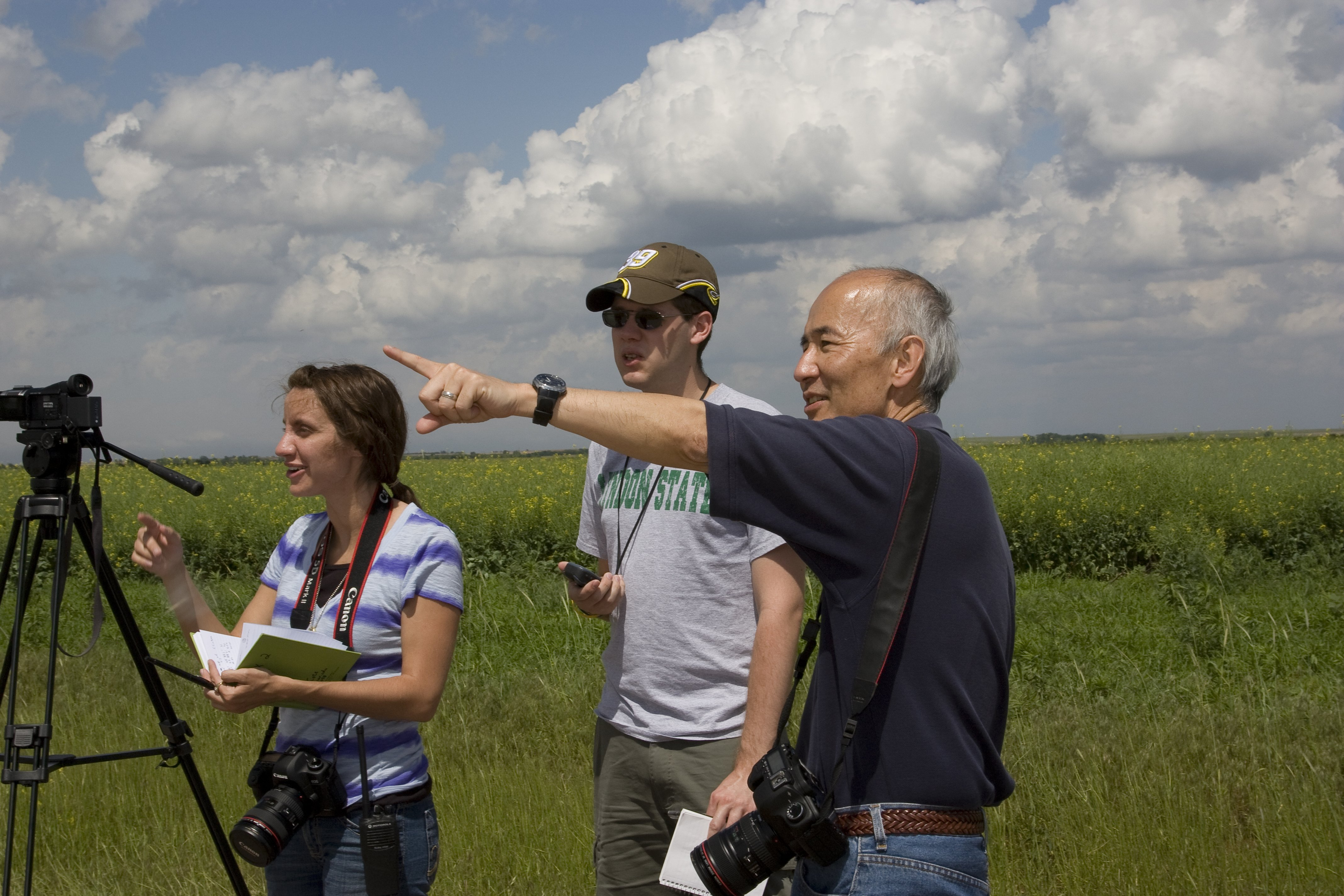
Roger Wakimoto (extrême droite) lors d'une campagne de recherche en 2010.

Roger Wakimoto est spécialisé dans l'étude des orages violents pouvant causer les dommages par la grêle, les vents, les tornades et la pluie torrentielle. Il a participé à une douzaine de campagnes de prises de données in situ, y compris NIMROD (1978), JAWS (1982), ERICA (1988-1989), VORTEX 1 (1994/95), FASTEX (1997), IHOP (2002), BAMEX (2003) et VORTEX 2 (2009/10). Il fut le chercheur principal dans ce dernier cas.

## Reconnaissance
Wakimoto a été élu Fellow de l'American Meteorological Society (AMS) en 1996, conseiller de 1997 à 2000 et a reçu son Prix Meisinger pour "une contribution significative à la compréhension des phénomènes méso-échelle grâce à une analyse perspicace et détaillée des observations" en 1992. En 2017, il fut élu président de l'AMS.
Il a déjà siégé au comité de l'AMS sur les orages violents de 1987 à 1991 (président de 1988 à 1991), au comité AMS/UCAR sur les systèmes d'observation de 1988 à 1990 et au comité de l'AMS sur les radars météorologiques de 2000 à 2004 (président de 2001 à 2004).
Roger Wakimoto a publié plus de 100 articles scientifiques et fut rédacteur en chef adjoint de la revue Monthly Weather Review, ainsi que co-éditeur de la monographie de l'AMS « Radar and Atmospheric Science: A Collection of Essays in Honor of David Atlas ». De 2003 à 2006, il avait siégé au Conseil National des Académies sur les sciences de l'atmosphère et du climat des États-Unis (BASC).